# Rhacocleis sylvestrii
Rhacocleis sylvestrii är en insektsart som beskrevs av Willy Adolf Theodor Ramme 1939. Rhacocleis sylvestrii ingår i släktet Rhacocleis och familjen vårtbitare. Inga underarter finns listade i Catalogue of Life.